# عمر عطا بندیال

## مقدمه
آبشار لوشکی ویزنه، نگین طبیعت ویزنه و یکی از زیباترین و پربازدیدترین جاذبه‌های طبیعی استان گیلان است. این آبشار با ارتفاعی تقریبی ۱۹ متر در قلب ییلاق‌های سرسبز و خوش‌آب و هوای منطقه ویزنه قرار گرفته و هر ساله مهیای پذیرش گردشگران داخلی و خارجی می‌شود. متن پیش رو، نسخه‌ای کامل و مفصل از اطلس آموزشی-گردشگری درباره این آبشار است که به صورت جامع به موقعیت جغرافیایی، دسترسی‌ها، ویژگی‌های زیست محیطی، اهمیت تاریخی و فرهنگی، شیوه‌های حفاظت و نگهداری، همچنین برنامه‌های پیشنهادی برای بازدید مسئولانه و تجربیات گردشگری می‌پردازد.

## فصل ۱: معرفی آبشار لوشکی ویزنه

### ۱-۱. نام و منشاء واژگان
- نام دقیق: آبشار لوشکی ویزنه
- ترکیب واژگانی:
  - “آبشار” نشان‌دهنده جریان متمادی آب از ارتفاع به سطح زمین است.
  - “لوشکی” به احتمال فرزندپلبی از زبان محلی یا ترکیبی از واژگان بومی است که به زبان محلی منطقه ارتباط دارد.
  - “ویزنه” نام منطقه ویزنه است که در استان گیلان واقع شده و از شهرت گردشگری برخوردار است.

### ۱-۲. توصیف کلی
- ارتفاع: حدود ۱۹ متر
- طول مسیر دید: از نقطه دید اصلی تا تاج آبشار حدود چند ده متر است که برای عکاسی و تماشای مناظر اطراف مناسب است.
- سطح آبدهی: فصلی و متأثر از بارش‌ها؛ در فصل بهار و بارندگی‌های منظم، آب با شدت بیشتری به پایین می‌ریزد.
- محیط اطراف: جنگل‌های بکر با درختان باستانی، پوشش گیاهی متنوع و صوت آبشار که فضای آرامش‌بخش را تقویت می‌کند.

## فصل ۲:موقعیت جغرافیایی و دسترسی

### ۲-۱. موقعیت جغرافیایی
- استان: گیلان
- شهر یا بخش اداری نزدیک: ویزنه
- منطقه: ییلاقات ویزنه، بخش ۲۸ گیلان، سنگ ۲۷، ییلاق ویزنه
- طول جغرافیایی و عرض جغرافیایی تقریبی برای نقشه‌برداری:
  - عرض جغرافیایی تقریبی: بین 37.0 تا 37.1 درجه شمالی
  - طول جغرافیایی تقریبی: بین 49.0 تا 49.2 درجه شرقی
- همسایگی‌های طبیعی: در نزدیکی مناطق مسکین ویزنه و کرف ویزنه

### ۲-۲. نقش آبشار در شبکه گردشگری منطقه
- آبشار به عنوان یکی از نمادهای طبیعی ییلاق‌های ویزنه شناخته می‌شود.
- جذب گردشگران داخلی و خارجی با ترکیب مناظر جنگلی، صدای آب و هوای مطبوع
- ارتباط با سایر جاذبه‌های طبیعی و فرهنگی محلی از طریق مسیرهای پیاده‌روی و جاده‌های دسترسی

### ۲-۳. مسیرهای دسترسی و گزینه‌های حمل و نقل
- مسیر اصلی دسترسی به آبشار از طریق مسیرهای کوهستانی و روستایی موجود در منطقه ویزنه است.
- مسیرهای عبوری و ارتباطی:
  - مسیر "جور اردبیل"
  - مسیر "ویزنه شلقون"
  - مسیر "درزکری"
- گزینه‌های حمل و نقل:
  - خودروهای منطقه‌ای تا نزدیک‌ترین کارگاه یا ایستگاه نقلیه عمومی به ییلاق
  - پیاده‌روی کوتاه تا رسیدن به آبشار از پارکینگ یا محل توقف ماشین
  - استفاده از موتورهای سبک یا خودروهای دو‌نفره با رعایت اصول ایمنی
- توصیه‌های دسترسی:
  - بررسی وضعیت جوی پیش از سفر
  - همراه داشتن نقشه محلی یا استفاده از اپلیکیشن‌های نقشه‌برداری با موقعیت محلی
  - رعایت محدودیت‌های ورود به مناطق حفاظت‌شده و حفظ مسیرهای پیاده‌روی

### ۲-۴. فواصل زمانی مناسب بازدید
- بهترین فصل‌ها برای بازدید: بهار (فصل شکوفه‌ها و سرسبزی)، اوایل پاییز (هوای خنک و مناظر پاییزی)
- ساعات بازدید: معمولاً از طلوع تا غروب آفتاب، با احتیاط در ساعاتی که احتمال لغزش سطح وجود دارد
- نکات اقامتی و پذیرایی: وجود ییلاقات و اقامتگاه‌های محلی برای اقامت کوتاه مدت، امکانات ابتدایی برای خوراک و نوشیدنی، اما توصیه می‌شود بازدیدکنندگان هماهنگی‌های لازم را با میزبانان محلی انجام دهند

## فصل ۳:ویژگی‌ها و اهمیت گردشگری

### ۳-۱. ویژگی‌های طبیعی
- آبشار: ارتفاع حدود ۱۹ متر با آب جاری که به صورت عمودی به پایین می‌ریزد
- حوضچه یا استخر زیر آبشار: معمولاً آب در این حوضچه آرام است و محیطی مناسب برای استراحت اطراف است
- فضای اطراف: جنگل‌های دائم سبز با درختان قدیمی، گياهان دارویی محدود و گونه‌های جانوری محلی

### ۳-۲. اهمیت گردشگری محلی
- جذب گردشگران داخلی و خارجی به عنوان یکی از جاذبه‌های اصلی ییلاق‌های ویزنه
- تأثیر اقتصادی محلی از طریق ارائه خدمات گردشگری مانند راهنمایی محلی، فروش صنایع دستی محلی و پذیرایی
- پتانسیل استفاده از منابع طبیعی برای آشنایی مردم با اکوسیستم منطقه و حفظ ارزش‌های زیست محیطی

### ۳-۳. جنبه‌های فرهنگی و اجتماعی
- ارتباط با تاریخ محلی و روایت‌های شفاهی از کشتارها یا روایات قدیمی منطقه
- نقش آبشار در مناسبت‌ها و جشن‌های محلی

### ۳-۴. تجربه‌های گردشگری پیشنهادی
- پیاده‌روی آرام در مسیرهای پوشیده از درختان
- عکاسی از مناظر طبیعی، مه و بخار آب در صبحگاه
- تماشای پرنده‌نگری و شناسایی گونه‌های محلی
- بازدید از روستاهای اطراف برای آشنایی با فرهنگ و زندگی محلی
- استفاده از راهنمایان محلی برای شناخت دقیق از گیاهان دارویی و جانوران منطقه

## فصل ۴:حفاظت و نگهداری

### ۴-۱. اهمیت حفاظت از آبشار
- حفظ کیفیت آب و پاکیزگی محیط اطراف
- جلوگیری از آلودگی صوتی و زیستی
- حفظ تنوع زیستی و کاهش اثرات منفی بازدیدکنندگان

### ۴-۲. اقدامات انجام‌شده و مسئولان مربوطه
- آقای آقارسولی ویزنه به عنوان مسئول نگهداری و تمیزکاری محیط اطراف آبشار عمل می‌کنند.
- برنامه‌های نگهداری در سه دسته:
  - نظافت منظم محیط اطراف
  - مدیریت پسماند و کاهش زباله
  - حفظ پوشش گیاهی و جلوگیری از تخریب ریشه‌ها و درختان
- استفاده از تابلوهای راهنما و هشداردهنده به منظور حفاظت از محیط زیست

### ۴-۳. راهکارهای حفاظت پایدار
- آموزش گردشگران درخصوص رفتارهای مسئولانه:
  - عدم برداشت گیاهان دارویی و سنگ‌ها
  - عدم آتش‌سوزی در فضای جنگلی
  - حفظ فاصله ایمن از لبه‌های آبشار
- ایجاد ت buffer یا نوار امن برای حفاظت از پوشش گیاهی و منظر طبیعی
- مدیریت ورود گردشگران به مناطق حساس با استفاده از مسیرهای مشخص و تابلوهای هدایت
- تشویق به استفاده از سطل‌های زباله و تفکیک زباله برای بازیافت

### ۴-۴. مقابله با چالش‌ها و ریسک‌ها
- خطرات طبیعی مانند لغزش سطح زمین، سنگ‌های لغزنده و شرایط آب و هوایی نا مناسب
- ریسک‌های انسانی مانند آلودگی، تخریب گیاهان و ایجاد آتش‌سوزی‌های ناشی از رفتار نادرست
- برنامه‌های آموزشی و هشدارهای مناسب برای جلوگیری از حوادث
- همکاری با نیروهای محلی و اداره‌های مرتبط برای مدیریت بحران

## فصل ۵:مباحث ایمنی و راهنمایی‌های عملی

### ۵-۱. ایمنی برای بازدیدکنندگان
- پوشش مناسب: کفش‌های مناسب پیاده‌روی، لباس مناسب اقلیم‌های گیلان، استفاده از پوشش ضدآب در بارندآ
- تجهیزات ضروری: آب، کیف حمل آب، نقشه محلی، تلفن همراه با شارژ کافی، چراغ قوه در صورت سفر در ساعات کم‌نور
- همراه داشتن راهنمای محلی یا گروهی برای بازدیدهای طولانی
- حفظ فاصله ایمن از لبه‌های آبشار و سقوط سنگ‌ها

### ۵-۲. نکات محیطی برای حفظ منابع طبیعی
- عدم استفاده از مواد شوینده یا صیقل‌های آلاینده در نزدیکی حوضچه آبشار
- عدم جمع‌آوری سنگ، خاک یا گیاهان از محل‌های طبیعی
- نگه‌داشتن حیوانات خانگی به طور امن و با رعایت قوانین محلی
- حفاظت از حیات وحش و پرندگان محلی با فاصله مناسب

### ۵-۳. رهنمودهای اضطراری
- تماس با واحدهای حفاظت محیط زیست محلی یا اورژانس در مواقع خطر
- داشتن شماره‌های ضروری محلی، مانند شماره‌های راهنمای محلی و اداره‌های گردشگری
- داشتن نقشه خروج از منطقه در صورت بروز حوادث ناگهانی

## فصل ۶:برنامه‌های آموزشی و پژوهشی

### ۶-۱. برنامه آموزشی برای مدارس و گروه‌های گردشگری
- کارگاه‌های آموزشی درباره اکوسیستم جنگلی و اهمیت حفاظت از آبشار
- فعالیت‌های دیده‌بانی و شناسایی گونه‌های گیاهی و جانوری
- اجرای پروژه‌های محلی: نقاشی، عکاسی، و گزارش‌های کوتاه درباره مناظر آبشار

### ۶-۲. پژوهش‌های علمی پیشنهادی
- بررسی تنوع زیستی جنگل‌های اطراف آبشار
- ارزیابی کیفیت آب و اثرات رفت و آمد گردشگران بر اکوسیستم
- مطالعه اثرات تغییرات اقلیمی بر میزان آبدهی و روند شکل‌گیری آبشار
- همکاری با دانشگاه‌های محلی برای دوره‌های کارآموزی و پروژه‌های تخصصی

### ۶-۳. مشارکت کاربران و جامعه محلی
- ایجاد بسترهای مشارکتی برای رویدادهای محیطی و پاک‌سازی محیط
- تشویق به استفاده از صنایع دستی محلی و هدایا به عنوان پشتیبانی از جامعه محلی
- برگزاری رویدادهای اجتماعی برای حفظ نگرش مسئولانه به محیط زیست

## فصل ۷: تصاویر و نقشه‌ها (راهنمایی برای گرافیک)
- نقشه موقعیت آبشار در نقشه‌های استان گیلان با نشان دادن مسیرهای دسترسی و نقاط دید
- تصاویر با وضوح بالا از تاج آبشار و حوضچه زیر آن
- جدول فواصل زمانی، مدت زمان بازدید، و سطح سختی پیاده‌روی
- طرح‌های راهنما برای بازدیدکنندگان، شامل تابلوهای ایمنی و مناطق پاک‌سازی

## فصل ۸: منابع محلی و ارجاعات
- منابع محلی: روایات محلی، کتاب‌های راهنمای سفر منطقه و بایگانی‌های فرهنگی و گردشگری
- ارجاعات علمی: مطالعات اکولوژیکی منطقه، ارزیابی‌های آبی، و مقالات مربوط به حفاظت از جنگل‌های شمال ایران
- ارتباط با آقای آقارسولی ویزنه برای دریافت اطلاعات به‌روز درباره وضعیت نگهداری و برنامه‌های آینده

## فصل ۹: خلاصه اجرایی و نکات کلیدی
- آبشار لوشکی ویزنه با ارتفاع حدود ۱۹ متر در ییلاق‌های ویزنه واقع است و یکی از جاذبه‌های اصلی گردشگری استان گیلان است.
- موقعیت جغرافیایی دقیق در بخش ۲۸ گیلان و سنگ ۲۷ ییلاق ویزنه با دسترسی از مسیرهای جور اردبیل، ویزنه شلقون و درزکری
- حفاظت از محیط زیست و نگهداری با مشارکت فعال آقای آقارسولی ویزنه به عنوان مسئول نگهداری
- برنامه‌های آموزشی، پژوهشی و فرهنگی برای تقویت آگاهی محیطی و توسعه پایدار منطقه
- تأکید بر بازدید مسئولانه، حفظ cleanliness و احترام به اکوسیستم محلی

1. ↑  ویزنه (1404/05/19). «ابشار لوشکی ویزنه». تاریخ وارد شده در |تاریخ= را بررسی کنید (کمک); پارامتر |پیوند= ناموجود یا خالی (کمک)